# Tago Mago
Tago Mago este al doilea album de studio al trupei Germane de rock experimental , Can , fiind lansat original ca un dublu LP în 1971 de către United Artists . A fost primul album de studio al formației cu Kenji "Damo" Suzuki , după ce precedentul vocalist Malcolm Mooney a părăsit grupul în 1970 în urma unei căderi nervoase . Albumul a fost remasterizat și reeditat sub forma de SACD în Septembrie 2004 și a inclus comentarii din partea jurnalistului de la Melody Maker , David Stubbs și a lui Bobby Gillespie de la Primal Scream .
Tago Mago a fost considerat ca fiind poate cel mai reușit album al trupei . Albumul a fost foarte apreciat de la lansarea sa fiind totodată și unul foarte influent pentru diverși alți artiști .

## Tracklist

### Disc 1
1. "Paperhouse" (7:28)
2. "Mushroom" (4:03)
3. "Oh Yeah" (7:23)
4. "Halleluhwah" (18:32)

### Disc 2
1. "Aumgn" (17:37)
2. "Peking O" (11:37)
3. "Bring Me Coffee or Tea" (6:47)

- Toate cântecele au fost scrise și compuse de Holger Czukay , Michael Karoli , Jaki Liebezeit , Irmin Schmidt și Damo Suzuki .

## Componență
- Holger Czukay - bas , inginer de sunet
- Michael Karoli - chitară
- Jaki Liebezeit - tobe , dublu bas , pian
- Irmin Schmidt - claviaturi , voce pe "Aumgn"
- Damo Suzuki - voce